# Асаф Ллан-Эльвийский
Асаф Ллан-Эльвийский (Аса, англ. Saint Asaph, Saint Asa; VI век, Древний Север — 1 мая 601, Сент-Асаф, Денбишир) — валлийский святой, первый епископ Сент-Асафа, ученик святого Мунго.
Почитается как святой в католицизме, англиканстве и православии. День поминовения в католицизме — 1 мая (Римский мартиролог). В православии его память отмечается в Третью неделю по Пятидесятнице, в день празднования Собора Британских и Ирландских святых.

## Жизнь
Традиционных валлийских рассказов о жизни Асафа не существует. Тем не менее, он хорошо известен благодаря местным географическим названиям, которые содержат «аса», что связано с его именем. Местная традиция хранит память о связанных с ним местах или достопримечательностях: его ясень, его церковь, его колодец и его долина. Все эти места находятся недалеко от Холиуэлла в Тегейнгле (Флинтшир), и, возможно, именно здесь и находилась его обитель. Считается, что он был сыном короля Сауила ап Пабо, правившего на Древнем Севере; его матерью была Гвенасед верх Рейн.
Отсутствие жизнеописания частично компенсируется жизнеописанием святого Кентигерна (Мунго), составленного цистерцианским монахом Йоселин из аббатства Фурнесс в 1185 году. Во время своего изгнания (ок. 545) Кентигерн перебрался в Уэльс и основал там кельтский монастырь Лланелви (церковь на реке Элви), как валлийцы до сих пор называют город Сент-Асаф. Лланелви — один из наиболее хорошо задокументированных кельтских монастырей: церковь была построена «из гладкого дерева по бриттскому образцу, поскольку они ещё не могли строить из камня». 965 учеников, одним из которых был Асаф, были разделены на три группы: 300 неграмотных обрабатывали отдалённые земли, 300 занимались разными делами монастыря, а 365 (по числу дней в году) — совершали богослужения. Из последних старшие помогали Кентигерну в управлении епархией, а остальные делились на три хора. «Как только один хор заканчивал своё служение в церкви, тотчас же ему на смену выходил другой; а после окончания и этого, выходил праздновать следующий».
Кентигерн часто молился, стоя в ледяной реке. В особенно холодную ночь ему стало так тяжко, что он послал находившегося при нём Асафа принести головню, чтобы обогреться. Асаф принёс ему в фартуке горящие угли, и это чудо открыло Кентигерну святость своего ученика. Перед возвращением Кентигерна в Стратклайд после битвы при Арвдеридде в 573 году, он рукоположил Асафа в епископы и назначил его первым валлийским епископом епархии.